# Crkva silaska Duha svetoga u Markušici
Crkva silaska Duha svetoga  u Markušici u Hrvatskoj je pravoslavna crkva, u sastavu Osječkopoljske i baranjske eparhije Srpske pravoslavne crkve, a koja je posvećena blagdanu Duhova. Crkva silaska Duha svetoga je uz crkvu Silaska Svetog Duha u Vinkovcima jedna od dviju crkava u eparhiji posvećena ovome blagdanu.
Crkva silaska svetog Duha na Apostole je iz 1810. godine, a parohijski dom je građen od 1990. do 1992. godine. Crkva je doživjela manja oštećenja u razdoblju Domovinskog rata, a građevina je naknadno obnovljena.